# 10e cérémonie des Africa Movie Academy Awards
La 10e cérémonie des Africa Movie Academy Awards honorant les films de 2013 devait avoir lieu à Yenagoa, dans l'État de Bayelsa, le 24 mai 2014. Le parti de nomination a eu lieu à Emperor Palace, Johannesburg, Afrique du Sud le 2 avril 2014,,,.

## Gagnants et nommés
Les candidatures ont été ouvertes pour le prix en décembre 2013 et clôturées le 15 janvier 2014, les films à soumettre doivent avoir été produits, présentés en avant-première et/ou sortis entre mai 2012 et décembre 2013,. Plus de 500 films ont été soumis pour les prix de 40 pays à travers le monde, le processus de nomination a impliqué cinq étapes avant que les 30 meilleurs films ne soient présélectionnés pour la nomination. Avant cette édition, il y avait un jury de dix hommes pour déterminer les nommés mais il est passé à quinze.
Les nommés pour les 10e cérémonie des Africa Movie Academy Awards ont été annoncés le 2 avril 2014 à Emperor Palace, Johannesburg, Afrique du Sud l'événement principal qui devait initialement se tenir le 26 avril 2014 a été reporté au 24 mai 2014 et sera se tiendra au Centre culturel Gabriel Okara, Yenagoa, Bayelsa, Nigéria. C'est la première fois que le prix aura lieu en mai, car les cérémonies précédentes avaient toujours eu lieu au mois d'avril,.
Of Good Report a reçu le plus de nominations avec 13 ; Le Royaume oublié et Potomanto sont arrivés deuxièmes avec 9.
Danny Glover a remis le prix du meilleur film au film Of Good Report,. Les lauréats de l'AMAA pour 2014 feront partie du projet de cinéma de l'AFA en Afrique de l'Est.

### Récompenses
Comme indiqué dans plusieurs comptes-rendus, recensant les nominations et résultats,, :
| Best Film | Best Director |
| --- | --- |
| - Of Good Report (South Africa) - Children of Troumaron (Mauritius) - Potomanto (Ghana) - The Forgotten Kingdom (South Africa) - Accident (Nigeria)                                                                        | - Jamil X.T Quebeka – Of Good Report (South Africa) - Harrikrishna & Sharvan Anenden - Children of Troumaron (Mauritius) - Shirley Frimpong-Manso – Potomanto (Ghana) - Andrew Mudge – The Forgotten Kingdom (South Africa) - Teco Benson – Accident (Nigeria) |
| Best Actor in a leading role | Best Actress in a leading role |
| - Mothusi Magano (Of Good Report) - Zengo Ngqobe (Forgotten Kingdom) - Kanayo O. Kanayo (Apaye) - Joseph Benjamin (Murder at Prime Suites) - Adjetey Anang (Potomanto) - Majid Michel (Brother's Keeper)                   | - Clarion Chukwura (Apaye) - Uche Nnadili (B for Boy) - Linda Sokhulu (Felix) - Chioma Chukwuka Akpotha (Accident) - Uche Jombo Rodriquez, Monalisa Chinda and Daniella Okeke (Lagos Cougars) - Joselyn Dumas (A Northern Affair)                              |
| Best Actor in a supporting role | Best Actress in a supporting role |
| - Thapelo Mofekeng (Felix) - Desmond Elliot (Finding Mercy) - Yomi Fash-Lanso (Omo Elemosho) - Aniekan Iyoho (Potomanto) - Tshamano Sebe (Of Good Report)                                                                  | - Patience Ozokwor (After the Proposal) - Vinaya Sungkur (The Children of Troumaron) - Marie Humbert (Potomanto) - Barbara Soky (Brother's Keeper) - Lee-Ann van Rooi (Of Good Report)                                                                         |
| Best Young/Promising Actor | Best Child Actor |
| - Petronella Tshuma (Of Good Report) - Evelyn Galle Ansah (Good Old Days: For the Love of AA) - Tope Tedela (A Mile from Home) - Kitty Phillips (The Children of Troumatron) - Shawn Faqua (Lagos Cougars)                 | - Lebohang Ntsane (Forgotten Kingdom) - Tobe Oboli (Brothers Keeper) - Hlayani Junior Mabasa (Felix) |
| Best First Feature Film by a Director | Bayelsa State Government Endowed Award for Best Nigerian Film |
| - Harrikrishna & Sharvan Anenden (The Children of Troumaron) - Roberta Durrant (Felix) - Chika Anadu (B for Boy) - Andrew Mudge (Forgotten Kingdom) - Dilman Dila (Felista’s Fable) - Joyce Mhango Chavula (No More Tears) | - Accident - Apaye - B for Boy - Murder at Prime Suites - Omo Elemosho |
| Best Diaspora Feature Film | Best Diaspora Documentary |
| - Kingston Paradise (Jamaica) - Tula The Revolt (Curaçao) - AZU (Venezuela) - Retrieval (États-Unis) | - Through a Lens Darkly: Black Photographers and the Emergence of a People (États-Unis) - Finding Samuel Lowe: From Harlem to China – (États-Unis/CANADA) - Freedom Summer (États-Unis) - No Bois Man, No Frad (Trinidad and Tobago)                           |
| Ousmane Sembene Award for Best Film in An African Language | Best Documentary |
| - B for Boy (Nigeria) - The Forgotten Kingdom – South Africa - Omo Elemosho (Nigeria) - Onye Ozi (Nigeria) - Ni Sisi (Kenya)                                                                                               | - Hamu Beya- The Sand Fishers (Mali) (co-winner) - Portrait of a Lone Farmer (Nigeria/Denmark) (co-winner) - Kushaya Ingagasi (South Africa) - Daughters of the Niger Delta (Nigeria) - Sincerely Ethiopia (Ethiopia)                                          |
| Best Diaspora Short film | Efere Ozako Award for Best Short film |
| - Passage (Bahamas) - Heaven (États-Unis) - Tickle Me Rich (Trinidad and Tobago) - Red (États-Unis) | - Dialemi (Gabon) - Haunted Soul (Kenya) - Siriya Mtungi (Tanzania) - New Horizon (Nigeria) - Nandy l’orpheline (Mali) - Living Funeral (Nigeria) - Phindile’s Heart (South Africa)                                                                            |
| Best Animation | Achievement in Screenplay |
| - Khumba (South Africa) - The Hare and the Lion (Burkina Faso) - Thank God its Friday (Morocco) - Leila (Nigeria) - The Brats and Toy Thief (Mozambique)                                                                   | - Of Good Report - B for Boy - Accident - Potomanto - Felix |
| Achievement in Editing | Achievement in Cinematography |
| - Potomanto - Of Good Report - Accident - Once Upon A Road Trip - Felix | - The Forgotten Kingdom - Once Upon A Road Trip - Good Old Days: Love of AA - Of Good Report - The Children of Troumaron |
| Achievement in Sound | Achievement in Visual Effects |
| - The Forgotten Kingdom - Felix - A Northern Affair - Nothing For Mahala - Of Good Report | - A Mile from Home - Omo Elemosho (Nigeria) - Secret Room (Nigeria) - Ni Sisi (Kenya) - Of Good Report (South Africa) |
| Achievement in Soundtrack | Achievement in Makeup |
| - Onye Ozi (Nigeria) - Once Upon A Road Trip - Felix - Of Good Report (South Africa) - Potomanto (Ghana) | - Once Upon A Road Trip (South Africa) - A Mile from Home (Nigeria) - Apaye (Nigeria) - Felista Fable (Uganda) - Potomanto (Ghana) |
| Achievement In Costume Design | Achievement In Production Design |
| - Ni Sisi (Kenya) - Good Old Days: Love of AA (Ghana) - Apaye (Nigeria) - Omo Elemosho (Nigeria) - The Forgotten Kingdom (South Africa)                                                                                    | - A Northern Affair (Ghana) - Of Good Report (South Africa) - Ni Sisi (Kenya) - Good Old Days: Love of AA (Ghana) - Apaye (Nigeria) |

### Prix spéciaux
D'après le compte-rendu de BellaNaija :
- Prix Madiba : Ni Sisi (Kenya)
- Meilleur film pour l'autonomisation des femmes : B for Boy (Nigéria)
- Prix spécial du jury : New Horizon (Nigeria)
- L'œuvre de toute une vie : Bob-Manuel Udokwu

#### Candidatures multiples
| - 13 Nominations - Of Good Report 9 Nominations - The Forgotten Kingdom - Potomanto 8 Nominations - Felix 6 Nominations - Apaye - Accident - The Children of Troumaron | 5 Nominations - B for Boy - Omo Elemosho 4 Nominations - Good Old Days: Love of AA - Once Upon A Road Trip - Ni Sisi |

## Informations sur la cérémonie
Depuis la 9e édition des prix, il y a eu un tollé public subaudible concernant le pays hôte de la 10e cérémonie historique, car il a été dit que l'Afrique du Sud avait proposé d'accueillir l'événement depuis un certain temps. Les responsables de l'AMAA n'ont fait aucune déclaration sur les rumeurs jusqu'en décembre 2013, lorsque le fondateur, Peace Anyiam Osigwe, est sorti lors d'un point de presse à Lagos le 19 décembre 2013 et a déclaré « vous aurez de mes nouvelles le 1er janvier ». Il a été révélé plus tard que l'Afrique du Sud et le Malawi avaient soumissionné pour accueillir l'événement, mais Osigwe a déclaré qu'il avait été refusé car il serait difficile de dire au peuple nigérian que la 10e cérémonie de l'AMAA se tiendrait en dehors du Nigéria.
Lydia Forson et Kunle Afolayan ont été sélectionnés comme le visage de l'année de l'AMAA,. Selon Osigwe, les deux ont été choisis parce qu'ils comprennent ce que représente l'AMAA et ses visions. En tant qu'ambassadeurs de l'AMAA, ils parcourront le monde pour réaliser diverses activités pendant une période d'un an.

### Catégories renommées et supprimées
Pour marquer la 10e édition de la cérémonie de remise des prix, certains changements ont été apportés dans les catégories AMAA ; Nelson Mandela Madiba Africa Vision Awards a été présenté pour être reçu par tout film qui capture la vision de la catégorie. Le meilleur film en langue africaine a été renommé Prix Sembene Ousmane du meilleur film en langue africaine tandis que la catégorie du prix du meilleur court métrage s'appelle désormais Prix Efere Ozako du meilleur court métrage.
Ce développement est d'immortaliser quelques grands hommes africains exceptionnels qui ont contribué à la croissance et au développement de l'industrie cinématographique. La catégorie Meilleur film d'African Living Abroad a été annulée tandis qu'une nouvelle catégorie Meilleur réalisateur, premier long métrage a été introduite pour encourager les jeunes réalisateurs et les futurs réalisateurs,.

### Prix du public
Le système des People's Choice Awards (PCA) a été annoncé en décembre 2013; Cela permettra au public de voter pour ses meilleurs lauréats dans toutes les catégories. Ceci est différent des catégories régulières basées sur un jury et sera décerné séparément. Les électeurs auront la possibilité de gagner des prix allant de téléphones, iPads et une voiture. AMAA@10 a également mis à disposition une récompense de 10 000 $ pour trois journalistes qui peuvent donner les trois meilleurs reportages sur AMAA au cours des neuf dernières années. le premier prix reçoit 5 000 $, tandis que les deuxième et troisième prix reçoivent respectivement 3 000 $ et 2 000 $. Les gagnants seraient déterminés en fonction de la profondeur et de l'exactitude du rapport, de leur compréhension de la marque AMAA et du style d'écriture,.